# Eurytoma tuomurensis
Eurytoma tuomurensis is een vliesvleugelig insect uit de familie Eurytomidae. De wetenschappelijke naam is voor het eerst geldig gepubliceerd in 1985 door Liao.